# حشره‌خوار فیلچه‌ای شمال آفریقا
حشره خوار فیلچه‌ای شمال آفریقا (نام علمی: Elephantulus rozeti) نام یک گونه از سرده حشره‌خوارهای فیلچه‌ای است. این گونه در الجزایر، لیبی، مراکش و تونس پراکنش دارد. شواهد برجای مانده از این جانور نشان می‌دهد که این گونه از دوران میوسن تاکنون بررسی زمین حضور داشته است و دارد. این گونه دارای یک بدن کوچک، گوش‌های بزرگ، و یک دم بلند است. وزنش نیز حدود ۵۰ گرم است. کل طول این گونه ۲۴تا۳۸/۵ سانتی‌متر است که حدود ۱۳تا۱۶ سانتی‌متر آن را دمش تشکیل می‌دهد.